# ماثيو لاداجنوس
ماثيو لاداجنوس (بالفرنسية: Matthieu Ladagnous )‏ (و. 1984  م) هو راكب دراجة هوائية فرنسي، ولد في بو، شارك في طواف إسبانيا، وسباق طواف فرنسا 2014، وسباق طواف فرنسا 2012، والألعاب الأولمبية الصيفية 2008، وطواف فرنسا، وسباق طواف فرنسا 2010، مركز لعبه هو Rouleur ‏.

## سباقات أو مراحل فاز بها
| التاريخ        | السباق                                   | المركز                   |
| -------------- | ---------------------------------------- | ------------------------ |
| 25 مايو 2006   | طواف فونديه 2006                         | السادس في التصنيف العام  |
| 09 أغسطس 2006  | طواف أين 2006                            | الخامس في تصنيف أفضل شاب |
| 13 مايو 2007   | أربعة أيام من دونكيرك 2007               | الفائز في التصنيف العام  |
| 01 يناير 2009  | كأس فرنسا لركوب الدراجات على الطريق 2009 | الرابع في تصنيف النقاط   |
| 18 يناير 2009  | لا تروبيكال أميسا بونغو 2009             | الفائز في التصنيف العام  |
| 01 فبراير 2009 | سباق جائزة لا مارسيليس الكبرى 2009       | العاشر في التصنيف العام  |
| 15 مارس 2009   | باريس-نيس 2009                           | السابع في تصنيف أفضل شاب |
| 29 يوليو 2009  | طواف الوني 2009                          | الرابع في التصنيف العام  |
| 02 أغسطس 2009  | بولينورماند 2009                         | الفائز في التصنيف العام  |
| 04 أكتوبر 2009 | طواف فونديه 2009                         | الثاني في التصنيف العام  |
| 01 يناير 2010  | كأس فرنسا لركوب الدراجات على الطريق 2010 | العاشر في تصنيف النقاط   |
| 07 فبراير 2010 | نجم بسجس 2010                            |                          |
| 19 أغسطس 2011  | طواف ليموزين 2011                        |                          |
| 26 مايو 2013   | 2013 Boucles de l'Aulne                  | الفائز في التصنيف العام  |
| 14 فبراير 2016 | لا مديترانين 2016                        |                          |

## روابط خارجية
- ماثيو لاداجنوس على موقع ميوزك برينز (الإنجليزية)
- ماثيو لاداجنوس على موقع الاتحاد الدولي للدراجات (الإنجليزية)
- ماثيو لاداجنوس على موقع أرشيف الدراجات (الإنجليزية)
- ماثيو لاداجنوس على موقع إحصائيات الدراجات الإحترافية (الإنجليزية)
- ماثيو لاداجنوس على موقع نسبة الدراجات (الإنجليزية)
- ماثيو لاداجنوس على موقع CycleBase (الإنجليزية)
- ماثيو لاداجنوس على موقع اللجنة الأولمبية الدولية (الإنجليزية)
- ماثيو لاداجنوس على موقع أوليمبيديا (الإنجليزية)
- ماثيو لاداجنوس على موقع اللجنة الأولمبية الفرنسية (مؤرشف) (الفرنسية)